# Rain on Me
〈Rain on Me〉(레인 온 미)는 미국의 가수 레이디 가가와 아리아나 그란데의 노래로, 가가의 여섯 번째 정규 음반 《Chromatica》의 두 번째 싱글이다. 가가와 그란데, 니자 찰스, 라미 야쿱, 차미, 보이즈 노이즈가 노래를 썼으며 블러드팝과 번즈가 프로듀스하였다. 신스디스코 비트와 펑크 기타 연주가 두드러지는 업비트 하우스, 댄스 팝, 디스코 장르의 노래이다. 가가는 이 노래를 "눈물의 축전"이라고 소개하였는데, 삶의 고난을 겪을 지라도 계속해서 삶을 이어나갈 수 있음을 이야기하고 있다. 그란데가 처음으로 번즈 및 블러드팝과 작업한 노래이다.
〈Rain on Me〉는 2020년 5월 22일 인터스코프 레코드가 음반의 두 번째 싱글로 발매하였다. 많은 비평가들이 가수의 보컬과 노래의 메시지에 대해 호평하였다. 노래는 빌보드 핫 100 정상에서 데뷔하며 가가의 다섯 번째이자 그란데의 네 번째 미국 1위 싱글이 되었다. 또한, 최초로 차트에 1위로 데뷔한 여성 컬래버레이션이며, 그란데를 1위로 데뷔한 네 곡을 가진 첫 번째 아티스트로 만들어주었다. 스포티파이에서 〈Rain on Me〉는 2020년 여름 일곱 번째로 많이 스트리밍한 노래이며, 세계적으로 가장 많이 스트리밍된 여성 아티스트의 노래이다. 〈Rain on Me〉는 해외 14개국에서 차트 1위를 기록하였으며 50여개국 이상에서 차트 10위 안에 들어갔다.
노래의 뮤직비디오는 영화 감독 로버트 로드리게스가 연출을 맡았으며, 가가와 그란데가 거대한 경기장에서 하늘에서 떨어지는 단검과 함께 폭풍우를 맞으며 춤을 추는 내용이다. 뮤직비디오 또한 찬사를 받으며 MTV 비디오 뮤직 어워드의 올해의 비디오를 포함한 일곱 개 부문 후보에 올랐으며, 최종적으로 올해의 노래를 포함한 세 개 부문을 수상하였다. 두 가수가 시상식 공연에서 〈Rain on Me〉를 공연하기도 하였다. 〈Rain on Me〉는 가가와 그란데가 더 웨더 채널의 협찬으로 출연한 모의 뉴스 영상을 통해 더 널리 홍보되었다.